# Vela nos Jogos Pan-Americanos de 2003 - J24
As regatas da classe J24 da vela nos Jogos Pan-Americanos de 2003 foram disputadas em Santo Domingo, República Dominicana.

## Medalhistas
| Ouro   | USA Tim Healy, Davenport Crocker, Gordon Borges e Nicolaas Judson         |
| Prata  | BRA Maurício Santa Cruz, João Carlos Jordão, Alan Adler e Daniel Santiago |
| Bronze | CHI Alberto Gonzalez, Claus Engell, Pablo Barahona e Marcelo Avaria       |

## Resultados
| Pos.              | Velejador                                                                  | Nacionalidade                | Regata | Regata | Regata | Regata | Regata | Regata | Regata | Regata | Regata | Regata | Regata | Regata | Total Pontos | Pontuação final |
| Pos.              | Velejador                                                                  | Nacionalidade                | 1      | 2      | 3      | 4      | 5      | 6      | 7      | 8      | 9      | 10     | 11     | 12     | Total Pontos | Pontuação final |
| ----------------- | -------------------------------------------------------------------------- | ---------------------------- | ------ | ------ | ------ | ------ | ------ | ------ | ------ | ------ | ------ | ------ | ------ | ------ | ------------ | --------------- |
| Medalha de ouro   | Tim Healy Davenport Crocker Gordon Borges Nicolaas Judson                  | USA Estados Unidos           | 1      | 2      | 1      | 3      | (5)    | 1      | 2      | 1      | 4      | 2      | 1      | (DNS)  | 35           | 18              |
| Medalha de prata  | Maurício Santa Cruz João Carlos Jordão Alan Adler Daniel Santiago          | BRA Brasil                   | 2      | 1      | 2      | 1      | 1      | (7)    | 3      | 2      | 3      | 4      | 3      | (DNS)  | 41           | 22              |
| Medalha de bronze | Alberto Gonzalez Claus Engell Pablo Barahona Marcelo Avaria                | CHI Chile                    | 7      | 3      | (11)   | 4      | 3      | 2      | 4      | (DSQ)  | 1      | 10     | 4      | 4      | 65           | 42              |
| 4                 | Maurizio Constanzo R. Magallanes René Alvarez Héctor Vidal                 | VEN Venezuela                | 6      | 7      | 3      | (9)    | (10)   | 3      | 8      | 8      | 2      | 5      | 2      | 1      | 64           | 45              |
| 5                 | Efrain Lugo Melvin Gonzalez Yin Luna Roberto Ramos                         | PUR Porto Rico               | 9      | 6      | 7      | 2      | (DSQ)  | 5      | 1      | (10)   | 5      | 1      | 6      | 5      | 69           | 47              |
| 6                 | R. Wolfs Rossi Milev Erwin Naidoo Michael Wolfs                            | CAN Canadá                   | 4      | (10)   |        | 5      | 6      | (10)   | 6      | 6      | 9      | 3      | 5      | 3      | 73           | 53              |
| 7                 | Juan Grimaldi Matías Capizzano Domingo José Contessi Hernan Estéban Marino | ARG Argentina                | 3      | (8)    | 8      | 8      | 2      | 4      | 7      | 3      | 7      | 6      | (11)   | 7      | 74           | 55              |
| 8                 | Kenneth Porter L.A. Vasquez M. Bargallo Gerrit Gentry                      | MEX México                   | 8      | 4      | 5      | (10)   | 7      | 6      | 5      | 7      | 8      | 8      | (9)    | 2      | 79           | 60              |
| 9                 | Michael Green G. Bergasse H. Cooper D. Ince                                | LCA Santa Lúcia              | (11)   | 5      | 9      | 6      | 4      | 8      | 9      | 9      | 6      | 9      | (10)   | 8      | 94           | 73              |
| 10                | John Frederick Foster Sr Phillip Shannon Chris Stanton Scott Stanton       | ISV Ilhas Virgens Americanas | 5      | 9      | 4      | (11)   | 9      | (11)   | 11     | 5      | 10     | 7      | 8      | 9      | 99           | 77              |
| 11                | J. Rodriguez Sebastian Mera                                                | DOM República Dominicana     | 10     | 11     | 10     | 7      | 8      | 9      | 10     | 4      | (RAF)  | (DNS)  | 7      | 6      | 106          | 82              |

Legenda
| Recorde mundial      | Recorde mundial (World record)               |                       | Recorde africano                      | Recorde africano (African) |                                           | Q | Classificado por posição (Qualified) |
| Recorde olímpico     | Recorde olímpico (Olympic record)            | Recorde da América    | Recorde da América (Americas)         | q                          | Classificado por melhor tempo (Qualified) |   |                                      |
| Melhor marca do ano  | Melhor marca do ano (World leading)          | Recorde asiático      | Recorde asiático (Asian)              | DNS                        | Não largou (Did not start)                |   |                                      |
| Recorde nacional     | Recorde nacional (National record)           | Recorde europeu       | Recorde europeu (European)            | DNF                        | Não terminou (Did not finish)             |   |                                      |
| Recorde pessoal      | Recorde pessoal do atleta (Personal best)    | Recorde da Oceania    | Recorde da Oceania (Oceania)          | DSQ / DQ                   | Desclassificado (Disqualified)            |   |                                      |
| Recorde da temporada | Recorde da temporada do atleta (Season best) | Recorde sul-americano | Recorde sul-americano (South America) | NM                         | Sem marca (No mark)                       |   |                                      |

### Vela
| M   | Regata da Medalha da qual só participam os dez primeiros colocados das regatas anteriores  |  |  | CAN | Regata cancelada |
| BFD | Desclassificado por bandeira preta (Black Flag Disqualified)                               |  |  |     |                  |
| UFD | Desclassificado por bandeira "U" (U Flag Disqualified)                                     |  |  |     |                  |
| OCS | Largada queimada (On the Course Side of the starting line)                                 |  |  |     |                  |
| DNE | Desclassificação sem eliminação (infração a um item do regulamento da prova – Did Not End) |  |  |     |                  |